# Aguatala compsa
Aguatala compsa är en insektsart som beskrevs av Young 1977. Aguatala compsa ingår i släktet Aguatala och familjen dvärgstritar. Inga underarter finns listade i Catalogue of Life.